# Michel Macquet
Michel Pierre Raymond Macquet (ur. 3 kwietnia 1932 w Amiens, zm. 27 października 2002 w Le Crotoy) – francuski lekkoatleta, który specjalizował się w rzucie oszczepem. Uprawiał także piłkę ręczną.
Trzykrotnie uczestniczył w igrzyskach olimpijskich – Melbourne 1956 (7. miejsce w finale z wynikiem 71,84), Rzym 1960 (15. miejsce w eliminacjach, z wynikiem 73,74, nie dało mu awansu do finału) oraz Tokio 1964 (18. miejsce w eliminacjach, z wynikiem 69,35, nie dało mu awansu do finału). Złoty medalista igrzysk śródziemnomorskich w 1955 roku z rezultatem 69,00. Czwarty zawodnik mistrzostw Europy w Sztokholmie (1958) - osiągnął tam wynik 75,18. Cztery lata później podczas mistrzostw Europy w Belgradzie zajął odległe 20. miejsce. Wielokrotny reprezentant Francji w meczach międzypaństwowych – także przeciwko drużynie Polski. Rekordzista Francji w rzucie oszczepem. Wielokrotny mistrz kraju. Rekord życiowy: 83,36 (11 maja 1961, Paryż).